# No Enemy But Time
No Enemy But Time est un roman de science-fiction paru en 1982 et écrit par Michael Bishop. Ce roman n'a jamais été traduit en français.
Une traduction française du titre pourrait être « Nul autre ennemi que le temps » ou encore « Mon seul ennemi est le temps ».

## Résumé
Le roman raconte l'histoire d'un Noir américain qui est capable de se projeter mentalement dans les esprits d'hommes préhistoriques habitant en Afrique et faisant partie de ses lointains ancêtres.
Alors qu'il n'est même pas âgé d'un an, John est abandonné par sa mère et adopté par Jeanette et Hugo Monegal. Par la suite, durant son enfance, John se met à rêver d'un ancien monde ; il finit même par devenir un véritable « expert » de l'époque pléistocène, ère de l'Homo habilis en Afrique.
À 18 ans, John rencontre un paléontologue, Alistair Patrick Blair, qui est premier ministre dans le pays fictif de Zarakal (comparable au Kenya) et travaille étroitement avec un physicien américain, Woodrow Kaprow, qui a créé une machine à voyager dans le temps. Celui-ci permet à John de retourner dans l'époque objet de ses rêves. Juste avant de partir pour le passé, John découvre que sa mère veut publier un livre sur lui et ses rêves : furieux, il quitte le domicile familial et change son nom en celui de Joshua Kampa.
Propulsé dans un passé très lointain dans une nouvelle réalité où la frontière entre l'animalité et l'humanité est ténue, John/Joshua a le sentiment qu'il a atteint le monde dans lequel il a toujours souhaité vivre et auquel il a toujours appartenu. 
Il est accepté par un groupe d'individus qui vivent dans la savane africaine. Il donne un nom à ses nouveaux amis et leur apprend à manger et à vivre comme lui.
Le héros se dit qu'il ne retournera jamais au XXe siècle, d'autant plus qu'il tombe amoureux avec une femme préhistorique, qu'il appelle Helen. Hélas, celle-ci, après être tombée enceinte, meurt lors de la naissance de leur fille.
Dans l'espoir de sauver l'enfant et de lui laisser la possibilité de vivre dans un monde meilleur, le héros retourne à la machine à voyager dans le temps, où il est sauvé par deux mystérieux astronautes africains qui apparemment viennent du futur.
De retour au XXe siècle avec sa fille, le héros découvre qu'il a perdu le pouvoir de rêver du monde passé et apprend que seulement un mois s'est écoulé depuis son départ.
Les années passent…
Un jour, il découvre qu'Helen a le même pouvoir de rêver qu'il avait à l'époque, mais « à l'envers » : elle est capable de se projeter dans le futur.
Par la suite, le héros devient un ministre du gouvernement du Zarakal, et sa fille de 15 ans s'enfuit avec Dick Aruj, un Ougandais, qui l'a convaincue de rejoindre un programme de voyage dans le temps vers le futur.

## Distinctions
L'ouvrage a remporté le prix Nebula du meilleur roman 1982 et a été nommé pour le prix John-Wood-Campbell Memorial 1983.